# Пожар в мавзолее
Пожар в мавзолее — последний магнитоальбом легендарной советской рок-группы «ДК», выпущенный на студии «Аванкитч» в 1990 году. С точки зрения критиков, альбом является своеобразным «реквиемом по ДК»: тема текстов альбома была посвящена перестройке, обществу «Память» и грядущему распаду СССР.
Альбом был переиздан в США в 1995 году.

## Название альбома
Название альбома «Пожар в Мавзолее» трактуется автором альбома так:

Закономерный итог потребовал своей художественной рефлексии. "Карфаген должен быть разрушен", - говорили в ЦК Партии, но, когда политический маятник качнулся в противоположную сторону, и Карфаген решили использовать в интересах этой же Партии, оказалось, что Карфагена уже нет, и в мавзолее закоротило холодильник. Запахло трупом. Старым, добротным, святым духом. И в мавзолее начался пожар.— Из описания к альбому

## Концепция альбома и художественные особенности
Альбом был выдержан в жанре радиопостановки и сопровождается декламацией стихотворений авторства Сергея Жарикова, лидера группы. В альбоме звучат композиции в исполнении Игоря Белова и Виктора Клемешова (записи 1988—1989 годов).
Альбом изначально был посвящён обществу «Память», впервые открыто были подняты темы национализма и антисемитизма, а на обложке магнитоальбома изображён молодой человек, сжимающий в руке «Закон о десионизации Союза Советских Социалистических Республик», а в самом альбоме дважды звучит мелодия «Боже, царя храни».
После записи альбома проект «ДК» окончательно прекратил своё существование, а Жариков занялся публицистикой. О последних альбомах «ДК» (в том числе и о «Пожаре в мавзолее») писал культуролог Леонид Афонский:

Сергей Жариков проделал сложную идейную эволюцию. Начав с эпатажного отрицания основ советской системы, он к концу 80-х стал ернически имитировать ярую приверженность памятно-васильевским идеям, ошибочно считая, что именно они сменили антисоветизм на роли актуального стрема современности... 

## Композиции альбома
Альбом состоит всего из двух звуковых дорожек, каждая из которых длится по 22,5 минуты. Каждая из дорожек представляет собой программу радиоспектакля, в которую были включены подлинные записи речей нескольких государственных деятелей, включая речи Фиделя Кастро, Никиты Сергеевича Хрущёва и Долорес Ибаррури.
Композиции, прозвучавшие в альбоме:
- «Сыграйте, мамочка» (КГБ меня не тревожит) — песня С. Жарикова, исполненная под акустическую гитару, поёт И.Белов;
- «Ночной экспресс» — песня из репертуара ВИА «Чаривны гитары» (Р.Горобец/Р.Мирошник), поёт В.Клемешов;
- «Монтана Сидорова» — песня авторства С.Жарикова, в исполнении автора;
- «Васильковое платье» — песня из репертуара ВИА «Чаривны гитары» (А.Шульга/Б.Волгин), поёт В.Клемешов;
- «Вечером тихим над сонной рекою» — народная песня, исполненная неизвестной женщиной;
- «Я покину столицу родную» — поёт И.Белов. Популярная тема традиционного рэга начала XIX века на современные стихи С. Жарикова;

В альбоме звучат стихи авторства Сергея Жарикова, прочитанные им же:
- «Мимо сёл, мимо хат»
- «Выстрел Авроры»
- «Тридцать седьмой»
- «Пятикрыл» («Просто диву даёшься, когда видишь всё это...»)
- «Кто разрушил тебя, златоглавая Русь?»

## Культурное влияние
Данный альбом изначально должен был быть включён в энциклопедию А.Кушнира «100 магнитоальбомов советского рока», однако не вошёл «по морально-этическим соображениям».
В обложке переиздания альбома на CD 1995 года, в описании альбома, было сказано, что «Пожар в мавзолее» является одним из лучших альбомов группы, «и вряд ли кто сможет в ближайшее время повторить замысел и воплотить хотя бы что-то подобное».

Когда поступило предложение издать несколько альбомов ДК за границей, американцы выбрали именно его. Это последний opus группы, как бы завершающий и резюмирующий десятилетие, которое навсегда останется десятилетием русского рока – 80-е годы прошлого столетия. К началу 90-х рок уже исчез навсегда и бесповоротно.— Из описания к альбому

## Создатели и исполнители
- Оформление обложки альбома — Сергей Жариков (в оригинале 1990 года), Ольга Померанцева (в переиздании 1995 года)
- Исполнительный продюсер альбома — Сергей Жариков (в оригинале 1990 года), Анатолий Кириллин (в переиздании 1995 года)

Участники записи альбома:
- Сергей Жариков — голос автора, вокал («Монтана Сидорова»), барабаны («Монтана Сидорова»)
- Артём Блох — фортепиано
- Игорь Белов — вокал, гитара
- Виктор Клемешев — вокал, гитара, тенор-саксофон («Монтана Сидорова»)
- Сергей Полянский — бас («Монтана Сидорова»)
- Дмитрий Яншин — гитара («Монтана Сидорова»)
- Юрий Царёв — фортепиано, труба («Монтана Сидорова»)
- Сергей Летов — альт-саксофон («Монтана Сидорова»)
- Олег Опойцев — баритон-саксофон («Монтана Сидорова»)
- Алексей Орлов — синтезатор («Монтана Сидорова»)